# Deutsch-samoanische Beziehungen
Die Deutsch-samoanischen Beziehungen werden von dem Auswärtigen Amt als „traditionell eng“ beschrieben. Die Insel Samoa gelange bereits Mitte des 19. Jahrhunderts unter den Einfluss deutscher Handelshäuser. Es kam schließlich zu einem Wettbewerb zwischen Großbritannien, den USA und dem Deutschen Kaiserreich um die koloniale Kontrolle über Samoa, die 1889 zu einer dreigeteilten Herrschaft führte, bevor der Samoa-Vertrag zehn Jahre später die Inselgruppe zwischen die USA (Amerikanisch-Samoa) und Deutschland (Deutsch-Samoa) aufteilte. Westsamoa blieb bis 1914 als Kolonie unter deutscher Kontrolle, bevor es durch den Ausbruch des Ersten Weltkriegs an Neuseeland fiel. Nach der Unabhängigkeit von Samoa wurden 1972 diplomatische Beziehungen zur Bundesrepublik Deutschland aufgenommen. Die diplomatischen Beziehungen zu Samoa werden heute von der deutschen Botschaft in Wellington aus gepflegt, dessen Botschafter über eine Nebenakkreditierung in Apia verfügt.

## Geschichte

### Imperalistischer Wettlauf um Samoa

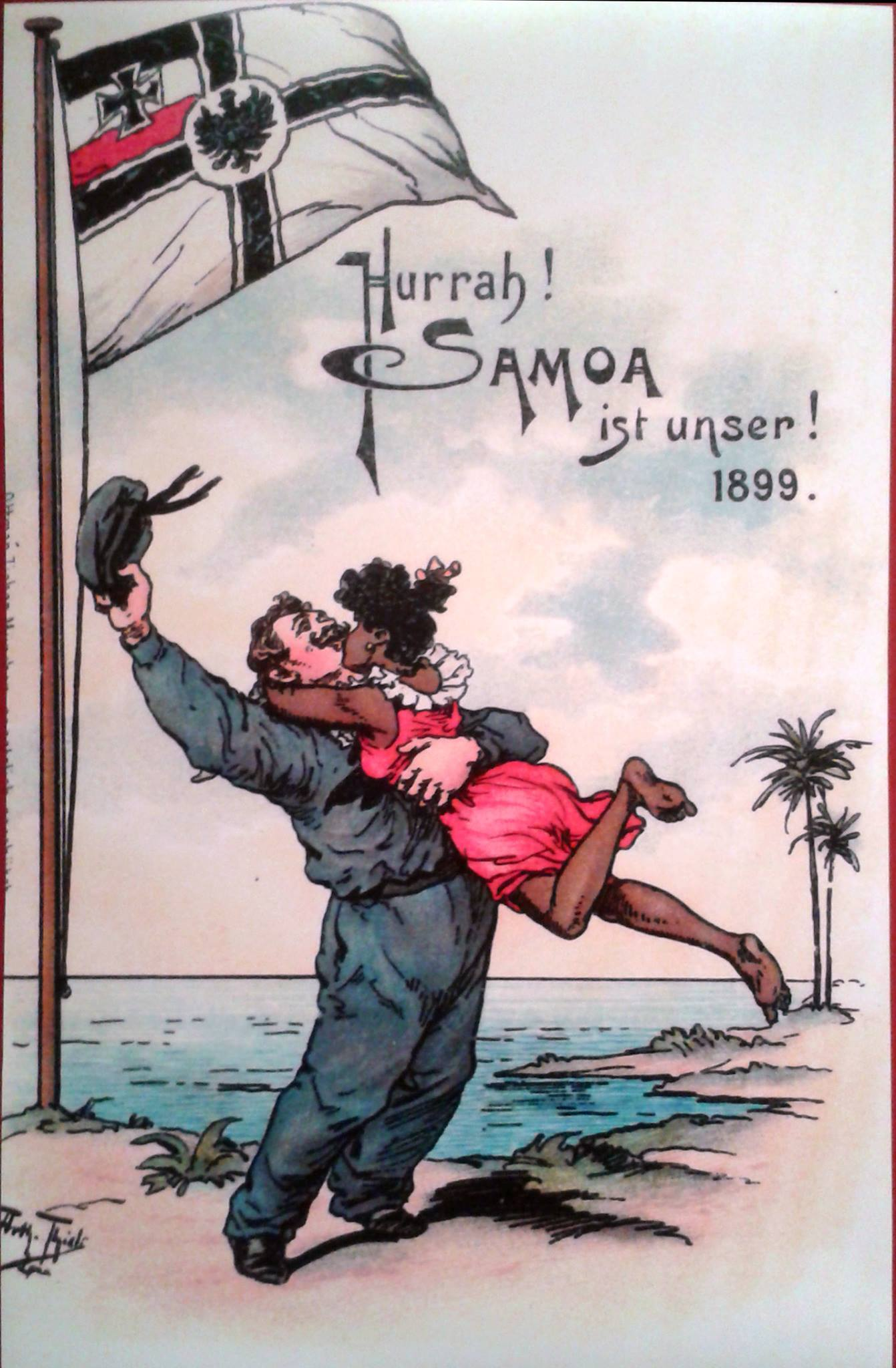
Reichsdeutsche Propaganda zur Feier der Kolonisierung Samoas im Jahr 1899

Kontakte zwischen Deutschland und Samoa lassen sich auf das Jahr 1855 zurückverfolgen, als das Hamburger Handelshaus Joh. Ces. Godeffroy & Sohn eine Handelsniederlassung auf Samoa errichtete. Dieses Handelshaus konnte in der Folgezeit eine dominante Stellung auf der Insel gegenüber der britischen, australischen und US-amerikanischen Konkurrenz aufbauen. 1864 wurde Theodor Weber zum Hamburger Konsul und dem Niederlassungsleiter von Godeffroy & Sohn in Apia. Er vertrat später auch den Norddeutschen Bund und das Deutsche Reich als Konsul. Weber ließ 1865 eine Kokosplantage auf Samoa anlegen und bald darauf wurde eine regelmäßige Schiffsverbindung zwischen Samoa und Hamburg aufgebaut. Nachdem im Juni 1878 die deutsche Korvette Ariadne zwei Dörfer auf Samoa besetzt hatte, erhielt Deutschland im folgenden Jahr einen Schifffahrtstützpunkt auf der Insel Upolu und das Königreich Samoa schloss einen Handels- und Freundschaftsvertrag mit dem Deutschen Reich ab. Dies rief Briten und Amerikaner auf den Plan, die in der Folgezeit mit den Deutschen um Einfluss konkurrierten. Nach dem Bankrott von Godeffroy & Sohn übernahm die Deutsche Handels- und Plantagengesellschaft die Aktivitäten auf Samoa und kontrollierte zeitweise die Hälfte der landwirtschaftlichen Anbaufläche auf Samoa, was ihr einen großen Einfluss verschaffte.
In den 1880er Jahren griffen die ausländischen Mächte in innersamoanischen Machtkonflikte ein, um mit ihnen verbündete Herrscher an die Macht zu bringen. 1884 besetzten deutsche Marinesoldaten Apia und schlossen einen Vertrag mit König Malietoa Laupepa, der Deutschlands Einfluss über Samoa sicherte. Im Folgejahr wurde die deutsche Reichsflagge über Apia gehisst. Der deutsche Konsul ließ 1887 König Laupepa absetzten. Im Gegenzug riefen die USA und Großbritannien Häuptling Mataafa Josefo zum Gegenkönig aus. Es kam zum Konflikt und das deutsche Konsulat in Apia wurde niedergebrannt. Der deutsche Konsul Wilhelm Knappe wollte Mataafa Josefo und den Briten und Amerikanern den Krieg erklären, was allerdings von Otto von Bismarck verhindert wurde, der einen neuen Konsul einsetzte. 1889 standen sich Kriegsschiffe der Briten, Amerikaner und Deutschen in Apia gegenüber. Ein Zyklon versenkte allerdings die Schiffe, was die Mächte zu Verhandlungen zwang. Auf der Berliner Samoa-Konferenz wurde Samoa schließlich zu einem formal unabhängigen, neutralen Königreich unter dem Protektorat der drei Mächte (Three Powers) erklärt, welche sich die Herrschaft teilten, mit Apia als neutraler Zone. Im November 1899 wurde schließlich der Samoa-Vertrag geschlossen, der die Samoainseln zwischen Deutschland und den USA entlang des 171. Längengrades aufteilte, nachdem sich die Briten aufgrund des Zweiten Burenkriegs zurückgezogen hatten.

### Deutsche Kolonialzeit

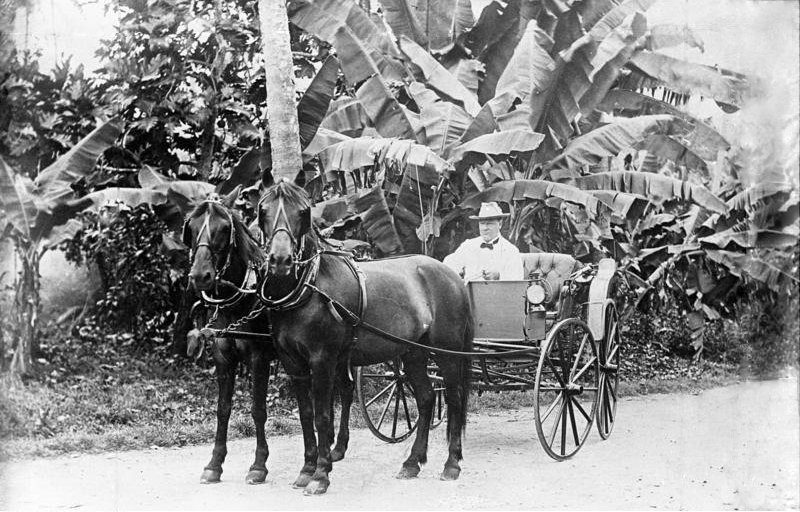
Gouverneur Wilhelm Solf in Samoa (1909)

1900 entstand die Kolonie Deutsch-Samoa, dessen erster Gouverneur Wilhelm Solf wurde, der die samoanische Monarchie umgehend abschaffte. Die deutsche Kolonialherrschaft auf Samoa galt als vergleichsweise human. Während der deutschen Kolonialzeit wurden Straßen, Krankenhäuser und zahlreiche Schulen mit Unterricht in deutscher und samoanischer Sprache erbaut. Den Einheimischen wurde eine Selbstverwaltung zugestanden und ihr Landbesitz blieb unangetastet. Es gab auch keinen Arbeitszwang und die samoanische Kultur und Lebensweise blieb erhalten. Für die harte Plantagenarbeit brachten die Deutschen chinesische Vertragsarbeiter aus der Kolonie Tsingtao ins Land. Neben Togo galt Samoa als eine deutsche Musterkolonie und war als eines der wenigen Kolonialgebiete auch wirtschaftlich profitabel. Eine samoanische Unabhängigkeitsbewegung wurde 1909 ohne Blutvergießen unterdrückt. Die deutsche Kolonialherrschaft endet schließlich 1914, als sich die Kolonialverwaltung ohne Blutvergießen ergab, bevor Samoa 1919 endgültig an Neuseeland abgetreten werden musste. Die Neuseeländer verwiesen alle deutschen Kolonialbeamten des Landes. 1918 ließen die Neuseeländer ein Schiff auf die Insel, welches die Spanische Grippe brachte, wodurch ein Viertel der Bevölkerung starb. Später schlugen sie Aufstände gegen ihre Herrschaft gewaltsam nieder. Deshalb ist die deutsche Kolonialzeit im historischen Gedächtnis der Samoaner vergleichsweise positiv in Erinnerung geblieben.

### Nach dem Ersten Weltkrieg

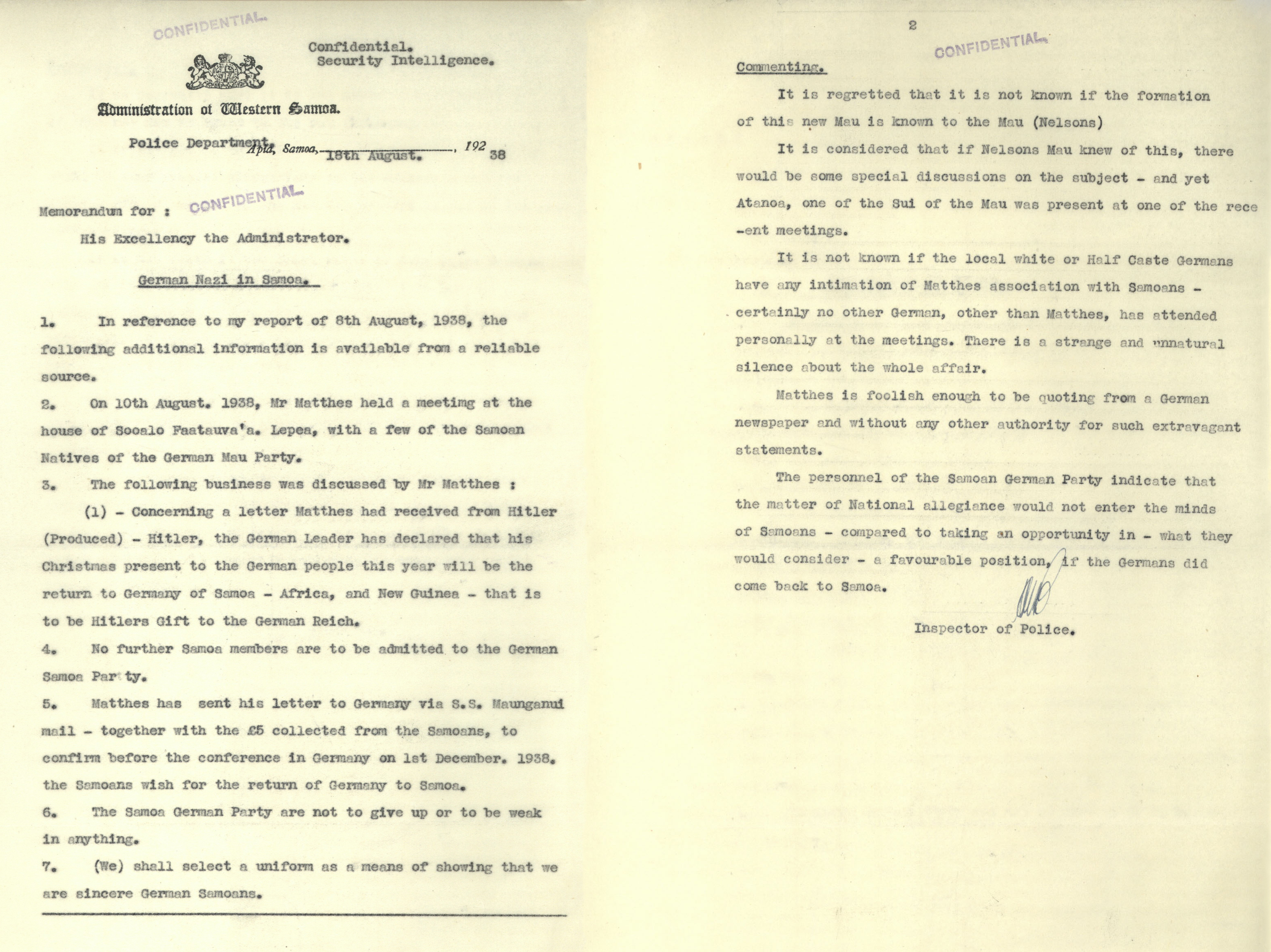
Polizeibericht über die Aktivitäten samoanischer Nazis von 1938

In den 1930er Jahren herrschte in dem von Neuseeland verwalteten Territorium Westsamoa noch eine prodeutsche Stimmung. Die NSDAP unter der Führung von Adolf Hitler kam 1933 in Deutschland an die Macht, und im Januar 1934 erhielt ein deutscher Kolonist in Samoa namens Alfred Matthes die Erlaubnis, einen samoanischen Zweig der Partei zu gründen. Unterstützt wurde er dabei von der NSDAP/AO. Einen Monat später besuchte der Reichsmarine-Kreuzer Karlsruhe Samoa. Der Besuch bot den deutschstämmigen Einwohnern die Gelegenheit, ihre Kinder taufen zu lassen und ihre Staatsangehörigkeit zu registrieren, und führte zu einem Anstieg des deutschen Nationalismus in Samoa. Der samoanische Zweig schickte Dokumente an die NSDAP-Zentrale, in denen er sich für die Einstufung der Polynesier als Angehörige der arischen Rasse einsetzte. Samoanische Frauen, die Ehefrauen deutscher Siedler waren, durften sogar der Partei beitreten; sie waren möglicherweise die einzigen dunkelhäutigen NSDAP-Mitglieder. Der samoanische Zweig der NSDAP wurde schließlich im April 1939 aufgelöst.
Samoa erhielt schließlich 1962 seine Unabhängigkeit von Neuseeland. Diplomatische Beziehungen zur Bundesrepublik Deutschland wurden 1972 aufgenommen und zwischen 1988 und der deutschen Wiedervereinigung bestanden auch kurzzeitig diplomatische Beziehungen zur DDR. Es leben in Samoa noch einige Personen deutscher Abstammung, welche teilweise hohe gesellschaftliche und politische Funktionen ausüben und das Image Deutschlands auf Samoa ist positiv. 2013 besuchte Samoas Staatsoberhaupt Tupuola Taisi Tufuga Efi Deutschland und schlug eine Wiederbelebung der deutsch-samoanischen Beziehungen vor. Er verkündete „ob Ihr wollt oder nicht, wir teilen diese Geschichte, und eine Menge davon ist wunderschön.“ Samoa schloss sich der 2018 von Deutschland gegründeten UN-Freundschaftsgruppe „Klima und Sicherheit“ an und beide Länder kooperieren heute bei der Bewältigung der Folgen des Klimawandels. 2024 besuchte die Staatsministerin des Auswärtigen Amtes, Katja Keul, Samoa bei dem ersten deutschen Staatsbesuch seit 30 Jahren. Keul gab dabei einen historischen Bugsteven aus einem Museum aus Bremen an Samoa zurück.

## Wirtschaftsbeziehungen
Aufgrund der großen Entfernung zwischen Samoa und Deutschland sind die Handelsbeziehungen nur wenig intensiv. 2024 exportierte Deutschland nach Samoa Güter im Wert von 1,3 Millionen Euro und importierte im Gegenzug Güter im Wert von knapp 267.000 Euro aus Samoa. Über das EU-Programm „Neighbourhood, Development and International Cooperation Instrument“ leistet Deutschland Entwicklungshilfe. So fördert Deutschland Programme zur Verbesserung von Sanitäreinrichtungen und Hygienestandards an Schulen, der Prävention häuslicher Gewalt sowie im Bereich Bildung und Nachhaltigkeit.